# Liga Mexicana del Pacífico 2005-06
La Temporada 2005-06 de la Liga Mexicana del Pacífico fue la 48.ª edición, llevó el nombre de COMEX y comenzó el 11 de octubre de 2005.
La temporada finalizó el 26 de enero de 2006, con la coronación de los Venados de Mazatlán al vencer 4-1 en serie final a los Algodoneros de Guasave.

## Sistema de competencia

### Temporada regular
La temporada regular consta de dos mitades lo cual abarca un total de 68 juegos a disputarse para cada uno de los ocho clubes que conforman a la Liga Mexicana del Pacífico. La primera mitad está integrada de 35 juegos para cada club y la segunda de 33 juegos para cada club. Al término de cada mitad, se asigna un puntaje que va de 3 a 8 puntos en forma ascendente, según la clasificación (standing) general de cada club. A continuación se muestra la distribución de dicho puntaje:
- Primera posición: 8 puntos
- Segunda: 7 puntos
- Tercera: 6 puntos
- Cuarta: 5 puntos
- Quinta: 4.5 puntos
- Sexta: 4 puntos
- Séptima: 3.5 puntos
- Octava: 3 puntos

### Postemporada
Tras el término de la segunda vuelta, los seis equipos con mayor puntaje sobre la base de las dos mitades de la temporada regular pasan a la etapa denominada postemporada (play-offs). En esta etapa, los equipos se enfrentan entre sí en una serie de siete juegos donde deben ganar cuatro para avanzar a las semifinales. Es importante señalar que los tres equipos que obtuvieron mayor puntaje en la temporada regular empiezan la serie con dos juegos en su estadio (esta etapa de juego es conocida como «repesca»), para continuar con tres partidos en el estadio contrario y finalmente concretar la serie de nuevo en su estadio. Estos últimos dos juegos no son necesarios si alguno de los equipos obtiene una ventaja clara en la serie sobre su rival.

### Semifinales
Para la etapa de semifinales, pasan los tres equipos con mejor posición en el standing de juegos ganados y perdidos más uno adicional que es denominado «mejor perdedor», el cual resulta de poseer la mayor cantidad de juegos ganados en la repesca, principalmente. De esta manera, el mejor perdedor se enfrenta como visitante al equipo mejor situado del standing en una serie, mientras que el segundo y el tercero hacen lo mismo a su vez. En el caso del mejor perdedor, no puede enfrentarse al equipo con el que disputó la primera fase de play-offs.

### Final
Se da entre los equipos que ganaron en la etapa de semifinales.

## Calendario
- Número de Juegos: 68 juegos

## Equipos participantes
| Liga Mexicana del Pacífico 2005-06 |           |             |                           |                          |           |
| Equipo                             | Fundación | Mánager     | Ciudad                    | Estadio                  | Capacidad |
| Águilas de Mexicali                | 1948      | Por definir | Mexicali, Baja California | Nido de los Águilas      | 9,000     |
| Algodoneros de Guasave             | 1970      | Por definir | Guasave, Sinaloa          | Francisco Carranza Limón | 8,000     |
| Cañeros de Los Mochis              | 1947      | Por definir | Los Mochis, Sinaloa       | Emilio Ibarra Almada     | 6,000     |
| Mayos de Navojoa                   | 1950      | Por definir | Navojoa, Sonora           | Manuel Ciclón Echeverría | 8,000     |
| Naranjeros de Hermosillo           | 1944      | Por definir | Hermosillo, Sonora        | Héctor Espino            | 10,000    |
| Tomateros de Culiacán              | 1965      | Por definir | Culiacán, Sinaloa         | General Ángel Flores     | 10,000    |
| Venados de Mazatlán                | 1945      | Por definir | Mazatlán, Sinaloa         | Teodoro Mariscal         | 6,000     |
| Yaquis de Ciudad Obregón           | 1947      | Homar Rojas | Ciudad Obregón, Sonora    | Tomás Oroz Gaytán        | 10,000    |

## Standings

### Primera vuelta
| Equipos                  | JJ | JG | JP | JE | PCT  | JV  | PTS |
| ------------------------ | -- | -- | -- | -- | ---- | --- | --- |
| Mayos de Navojoa         | 35 | 20 | 15 | -  | .571 | -   | 8   |
| Algodoneros de Guasave   | 35 | 19 | 16 | -  | .543 | 1.0 | 7   |
| Naranjeros de Hermosillo | 34 | 17 | 17 | -  | .500 | 2.5 | 6   |
| Tomateros de Culiacán    | 35 | 17 | 17 | 1  | .500 | 2.5 | 5   |
| Águilas de Mexicali      | 34 | 17 | 17 | -  | .500 | 2.5 | 4.5 |
| Yaquis de Ciudad Obregón | 35 | 17 | 18 | -  | .486 | 3.0 | 4   |
| Venados de Mazatlán      | 35 | 16 | 18 | 1  | .471 | 3.5 | 3.5 |
| Cañeros de Los Mochis    | 35 | 15 | 20 | -  | .429 | 5.0 | 3   |

### Segunda vuelta
| Equipos                  | JJ | JG | JP | JE | PCT  | JV  | PTS |
| ------------------------ | -- | -- | -- | -- | ---- | --- | --- |
| Mayos de Navojoa         | 33 | 19 | 14 | -  | .576 | -   | 8   |
| Cañeros de Los Mochis    | 33 | 19 | 14 | -  | .576 | -   | 7   |
| Venados de Mazatlán      | 33 | 19 | 14 | -  | .576 | -   | 6   |
| Naranjeros de Hermosillo | 33 | 17 | 16 | -  | .515 | 2.0 | 5   |
| Algodoneros de Guasave   | 33 | 17 | 16 | -  | .515 | 2.0 | 4.5 |
| Yaquis de Ciudad Obregón | 33 | 16 | 17 | -  | .485 | 3.0 | 4   |
| Tomateros de Culiacán    | 33 | 14 | 19 | -  | .424 | 5.0 | 3.5 |
| Águilas de Mexicali      | 33 | 11 | 22 | -  | .333 | 8.0 | 3   |

### General
| Equipos                  | JJ | JG | JP | JE | PCT  | JV   | PTS  |
| ------------------------ | -- | -- | -- | -- | ---- | ---- | ---- |
| Mayos de Navojoa         | 68 | 39 | 29 | -  | .573 | -    | 16   |
| Algodoneros de Guasave   | 68 | 36 | 32 | -  | .529 | 3.0  | 11.5 |
| Naranjeros de Hermosillo | 67 | 34 | 33 | -  | .507 | 4.5  | 11   |
| Cañeros de Los Mochis    | 68 | 34 | 34 | -  | .500 | 5.0  | 10   |
| Venados de Mazatlán      | 68 | 35 | 32 | 1  | .514 | 3.5  | 9.5  |
| Tomateros de Culiacán    | 68 | 31 | 36 | 1  | .463 | 7.5  | 8.5  |
| Yaquis de Ciudad Obregón | 68 | 33 | 35 | -  | .485 | 6.0  | 8    |
| Águilas de Mexicali      | 67 | 28 | 39 | -  | .418 | 10.5 | 7.5  |

| Avanza a Play-offs |

## Play-offs
|  | Primer Play Off | Primer Play Off | Primer Play Off |          |            | Semifinales | Semifinales | Semifinales |  |         | Final   | Final | Final |  |
|  |                 |                 |                 |          |            |             |             |             |  |         |         |       |       |  |
|  |                 |                 |                 |          |            |             |             |             |  |         |         |       |       |  |
|  | Mazatlán        | Mazatlán        | 2               |          |            |             |             |             |  |         |         |       |       |  |
|  | Mazatlán        | Mazatlán        | 2               |          |            |             |             |             |  |         |         |       |       |  |
|  | Hermosillo      | Hermosillo      | 4               |          |            |             |             |             |  |         |         |       |       |  |
|  | Hermosillo      | Hermosillo      | 4               |          | Hermosillo | Hermosillo  | 3           |             |  |         |         |       |       |  |
|  |                 |                 |                 |          | Hermosillo | Hermosillo  | 3           |             |  |         |         |       |       |  |
|  |                 |                 | Guasave         | Guasave  | 4          |             |             |             |  |         |         |       |       |  |
|  | Los Mochis      | Los Mochis      | Guasave         | Guasave  | 4          | 2           |             |             |  |         |         |       |       |  |
|  | Los Mochis      | Los Mochis      |                 |          |            |             |             |             |  |         |         |       |       |  |
|  | Guasave         | Guasave         | 4               |          |            |             |             |             |  |         |         |       |       |  |
|  | Guasave         | Guasave         | 4               |          |            |             |             |             |  | Guasave | Guasave | 1     |       |  |
|  |                 |                 |                 |          |            |             |             |             |  | Guasave | Guasave | 1     |       |  |
|  |                 |                 | Mazatlán        | Mazatlán | 4          |             |             |             |  |         |         |       |       |  |
|  |                 |                 | Mazatlán        | Mazatlán | 4          |             |             |             |  |         |         |       |       |  |
|  |                 |                 |                 |          |            |             |             |             |  |         |         |       |       |  |
|  |                 |                 |                 |          |            |             |             |             |  |         |         |       |       |  |
|  |                 | Mazatlán        | Mazatlán        | 4        |            |             |             |             |  |         |         |       |       |  |
|  |                 |                 |                 | 4        |            |             |             |             |  |         |         |       |       |  |
|  |                 |                 | Navojoa         | Navojoa  | 2          |             |             |             |  |         |         |       |       |  |
|  | Culiacán        | Culiacán        | Navojoa         | Navojoa  | 2          | 1           |             |             |  |         |         |       |       |  |
|  | Culiacán        | Culiacán        |                 |          |            |             |             |             |  |         |         |       |       |  |
|  | Navojoa         | Navojoa         | 4               |          |            |             |             |             |  |         |         |       |       |  |
|  | Navojoa         | Navojoa         | 4               |          |            |             |             |             |  |         |         |       |       |  |
|  |                 |                 |                 |          |            |             |             |             |  |         |         |       |       |  |

### Primer Play Off
| Equipos                  | JJ | JG | JP | PCT  | JV  |
| ------------------------ | -- | -- | -- | ---- | --- |
| Mayos de Navojoa         | 5  | 4  | 1  | .800 | -   |
| Algodoneros de Guasave   | 6  | 4  | 2  | .667 | -   |
| Naranjeros de Hermosillo | 6  | 4  | 2  | .667 | -   |
| Venados de Mazatlán      | 6  | 2  | 4  | .333 | 2.0 |
| Cañeros de Los Mochis    | 6  | 2  | 4  | .333 | 2.0 |
| Tomateros de Culiacán    | 5  | 1  | 4  | .200 | 3.0 |

| Avanza a semifinales |

| Avanza como comodín |

### Semifinales
| Equipos                  | JJ | JG | JP | PCT  | JV  |
| ------------------------ | -- | -- | -- | ---- | --- |
| Venados de Mazatlán      | 6  | 4  | 2  | .667 | -   |
| Algodoneros de Guasave   | 7  | 4  | 3  | .571 | -   |
| Naranjeros de Hermosillo | 7  | 3  | 4  | .429 | 1.0 |
| Mayos de Navojoa         | 6  | 2  | 4  | .333 | 2.0 |

| Avanza a la final |

### Final
| Equipos                | JJ | JG | JP | PCT  | JV  |
| ---------------------- | -- | -- | -- | ---- | --- |
| Venados de Mazatlán    | 5  | 4  | 1  | .800 | -   |
| Algodoneros de Guasave | 5  | 1  | 4  | .200 | 3.0 |

| Campeón |

## Cuadro de honor
| Equipos                  | Posición   |
| ------------------------ | ---------- |
| Venados de Mazatlán      | Campeón    |
| Algodoneros de Guasave   | Subcampeón |
| Naranjeros de Hermosillo | 3° Lugar   |
| Mayos de Navojoa         | 4° Lugar   |
| Cañeros de Los Mochis    | 5° Lugar   |
| Tomateros de Culiacán    | 6° Lugar   |
| Yaquis de Ciudad Obregón | 7° Lugar   |
| Águilas de Mexicali      | 8° Lugar   |

## Designaciones
A continuación se muestran a los jugadores más valiosos de la temporada.
| Designación         | Ganador                   | Equipo                   |
| ------------------- | ------------------------- | ------------------------ |
| Jugador Más Valioso | Luis Alfonso García       | Naranjeros de Hermosillo |
| Pitcher del Año     | Por definir               | Por definir              |
| Novato del año      | Fernando Ríos             | Mayos de Navojoa         |
| Mánager del Año     | Mario Mendoza             | Mayos de Navojoa         |
| Mánager Campeón     | Juan José Pacho           | Venados de Mazatlán      |
| Campeón de Bateo    | Juan C. Canizalez         | Naranjeros de Hermosillo |
| Campeón de Pitcheo  | Spike Lundberg            | Algodoneros de Guasave   |
| Gerente del año     | Alejandro Lizárraga Osuna | Venados de Mazatlán      |